# Menlo Park
Menlo Park é uma cidade localizada no estado americano da Califórnia, no extremo oeste do Condado de San Mateo, na área da Baía de São Francisco. Foi incorporada em 1927. Possui mais de 33 mil habitantes, de acordo com o censo nacional de 2020.
Faz fronteira com a Baía de São Francisco no norte e no leste; East Palo Alto, Palo Alto e Stanford ao sul; e Atherton, North Fair Oaks e Redwood City a oeste. É uma das cidades mais educadas da Califórnia e dos Estados Unidos; quase 70% dos residentes com mais de 25 anos possuem um diploma de bacharel ou superior. É onde fica a sede corporativa da Meta, e é onde o Google foi fundado.

## Geografia
De acordo com o Departamento do Censo dos Estados Unidos, a cidade tem uma área de 45 km², dos quais 25,9 km² estão cobertos por terra e 19,1 km² (42,5%) por água.

### Localidades na vizinhança
O diagrama seguinte representa as localidades num raio de 8 km ao redor de Menlo Park que ultrapassa um determinada localização.

## Demografia
Desde 1930, o crescimento populacional médio, a cada dez anos, é de 53,7%.

### Censo 2020
De acordo com o censo nacional de 2020, a sua população é de 33 780 habitantes e sua densidade populacional de 1 305,6 hab/km². Seu crescimento populacional na última década foi de 5,5%, próximo do crescimento estadual de 6,1%.
Possui 13 857 residências que resulta em uma densidade de 535,6 residências/km² e um aumento de 5,9% em relação ao censo anterior. Deste total, 8,0% das unidades habitacionais estão desocupadas. A média de ocupação é de 2,7 pessoas por residência.
A renda familiar média é de 160 784 dólares e a taxa de emprego é de 64,1%.

### Censo 2010
Segundo o censo nacional de 2010, a sua população era de 32 026 habitantes e sua densidade populacional de 1 263,05 hab/km². Possuía 13 085 residências que resulta em uma densidade de 516,0 residências/km².

## Marcos históricos
O Registro Nacional de Lugares Históricos lista três marcos históricos em Menlo Park,. O primeiro marco foi designado em 1 de outubro de 1974 e o mais recente em 28 de agosto de 1986, o Barron-Latham-Hopkins Gate Lodge.